# Principio di minima azione
Il principio di minima azione (o più generalmente principio di azione stazionaria) è un principio variazionale a partire dal quale si determina l'equazione del moto di un sistema dinamico. Più precisamente, se un sistema è olonomo e monogenico allora è possibile derivare dal principio le equazioni di Lagrange.
Il nome deriva storicamente dall'osservazione che in meccanica newtoniana nei fenomeni della natura l'azione viene sempre minimizzata, anche se la condizione di punto stazionario è sufficiente.

## Esempi classici
Tra gli esempi più noti vi sono: 
- il principio di Maupertuis, che impone la condizione di minimo all'integrale dell'azione ridotta sulla traiettoria reale.
- il principio variazionale di Hamilton, che riguarda la stazionarietà dell'integrale d'azione nella traiettoria reale del moto.

## Formulazione moderna
Detta {\displaystyle {\mathcal {S}}} l'azione, il principio di minima azione stabilisce che ad una leggera perturbazione della reale evoluzione del sistema tra due istanti di tempo {\displaystyle t_{1}} e {\displaystyle t_{2}} corrisponde un cambiamento al secondo ordine dell'azione {\displaystyle {\mathcal {S}}}, ovvero nell'intervallo di tempo considerato si ha un punto stazionario (solitamente un punto di minimo):
{\displaystyle \delta {\mathcal {S}}=0}
dove {\displaystyle \delta } indica un "piccolo" cambiamento. Esplicitamente:
{\displaystyle \delta \int _{t_{1}}^{t_{2}}{\mathcal {L}}({\dot {\mathbf {q} }},\mathbf {q} ,t)\;\mathrm {d} t=0}
con {\displaystyle {\mathcal {L}}} la lagrangiana.